# Скобидо
Скобидо (Альдеби, адыг. Щхьэпытэ) — река в Абинском районе Краснодарского края. Является притоком реки Адегой.

## География
Река Скобидо берёт начало на северных отрогах Главного Кавказского хребта недалеко от перевала Бабича. Вдоль реки по всей её длине проходит дорога из Адербиевки в Шапсугскую и линия электропередачи. Река не имеет крупных притоков, поэтому на всём протяжении она достаточно мелкая, лишь в некоторых местах встречаются ямы глубиной до метра. Недалеко от станицы Шапсугской Скобидо впадает в реку Адегой, являющуюся притоком Абина.

## История
В древности на берегах реки селились племена шапсугов. Однако, хотя в долинах рек Адегой и Абин много дольменов, вдоль Скобидо следов древних поселений практически нет.
В двадцатом веке был проект прокладки через долину Скобидо и далее по реке Адербиевка железной дороги до Геленджика, но он так и не был реализован.

## Название
Река имеет много названий, искажённых со временем: Альдеби, Ольдеби, Ольдеви, Адельби, Схобеди, Скодеба, Слобидо, Слодеба, Сосабеда, Схапето. Значение слова уловить сложно, но Схапето можно перевести с адыгского как «жёсткий запор» (сха — «запор», «заслон»; пыта — «жёсткий», «твёрдый»). Также некоторые предполагают, что название реки произошло от этноса схапете, вошедшего в состав шапсугов.